# Toshihiko Uchiyama (1989)
Toshihiko Uchiyama (内山 俊彦 Uchiyama Toshihiko?, nacido el 29 de abril de 1989 en Chiba) es un futbolista japonés que se desempeña como centrocampista.

## Trayectoria

### Clubes
| Club                | País  | Año         |
| ------------------- | ----- | ----------- |
| Fukushima United FC | Japón | 2013 - 2014 |
| Tochigi Uva FC      | Japón | 2015 - 2017 |

## Estadística de carrera

### J. League
| Club                | Año   | J. League | J. League | Copa J. League | Copa J. League | Total | Total |
| Club                | Año   | Part.     | Goles     | Part.          | Goles          | Part. | Goles |
| ------------------- | ----- | --------- | --------- | -------------- | -------------- | ----- | ----- |
| Fukushima United FC | 2014  | 11        | 0         | -              | -              | 11    | 0     |
| Total               | Total | 11        | 0         | 0              | 0              | 11    | 0     |